# Radivoje Manić
Radivoje Manić (Pirot, 16 gennaio 1972) è un ex calciatore serbo, di ruolo attaccante.